# Musée des Augustins
Il Musée des Augustins anche noto come Musée des Beaux-Arts de Toulouse è un museo di belle arti di Tolosa, in Francia, che conserva una collezione di sculture e dipinti dal Medioevo al primo Novecento. I dipinti provengono da tutta la Francia; la collezione di sculture, che rappresentano la cultura occitana della regione, è particolarmente ricca di opere romaniche.

## Storia
Il museo è situato in un edificio costruito nel 1309 in stile gotico, che ospitava un convento agostiniano. Con la rivoluzione francese, il convento fu secolarizzato nel 1793 e, per decreto della Convenzione nazionale, aperto al pubblico come museo il 27 agosto 1795 (poco dopo l'apertura del Louvre), rendendolo uno dei più antichi musei in Francia.
In un primo momento ospitava il Musée Provisoire du Midi de la République, e in seguito (dal 1804 e fino al 1892) la Académie royale des beaux-arts (che in tale periodo diverrà École des beaux-arts et des sciences industrielles, prima, e École nationale et spéciale des beaux-arts poi, ora École supérieure des beaux-arts di Tolosa).
Il Musée des Augustins di Tolosa è uno tra i quindici musei fondati nei capoluoghi provinciali francesi tramite l'atto amministrativo conosciuto come Arrêté Chaptal, equivalente ad un decreto e promulgato dall'allora ministro dell'interno Jean-Antoine Chaptal (da cui trae il nome) il 13 fruttidoro anno IX (31 agosto 1801); in tal modo si permetteva ai quindici musei di possedere collezioni "di tutti i maestri, di tutti i generi, di tutte le scuole", mentre i musei stessi garantivano a proprie spese di ospitarle in sale espositive adeguate (in realtà, tale permesso contribuiva a dislocare l'enorme massa di beni artistici confiscati alla Chiesa con la nazionalizzazione).

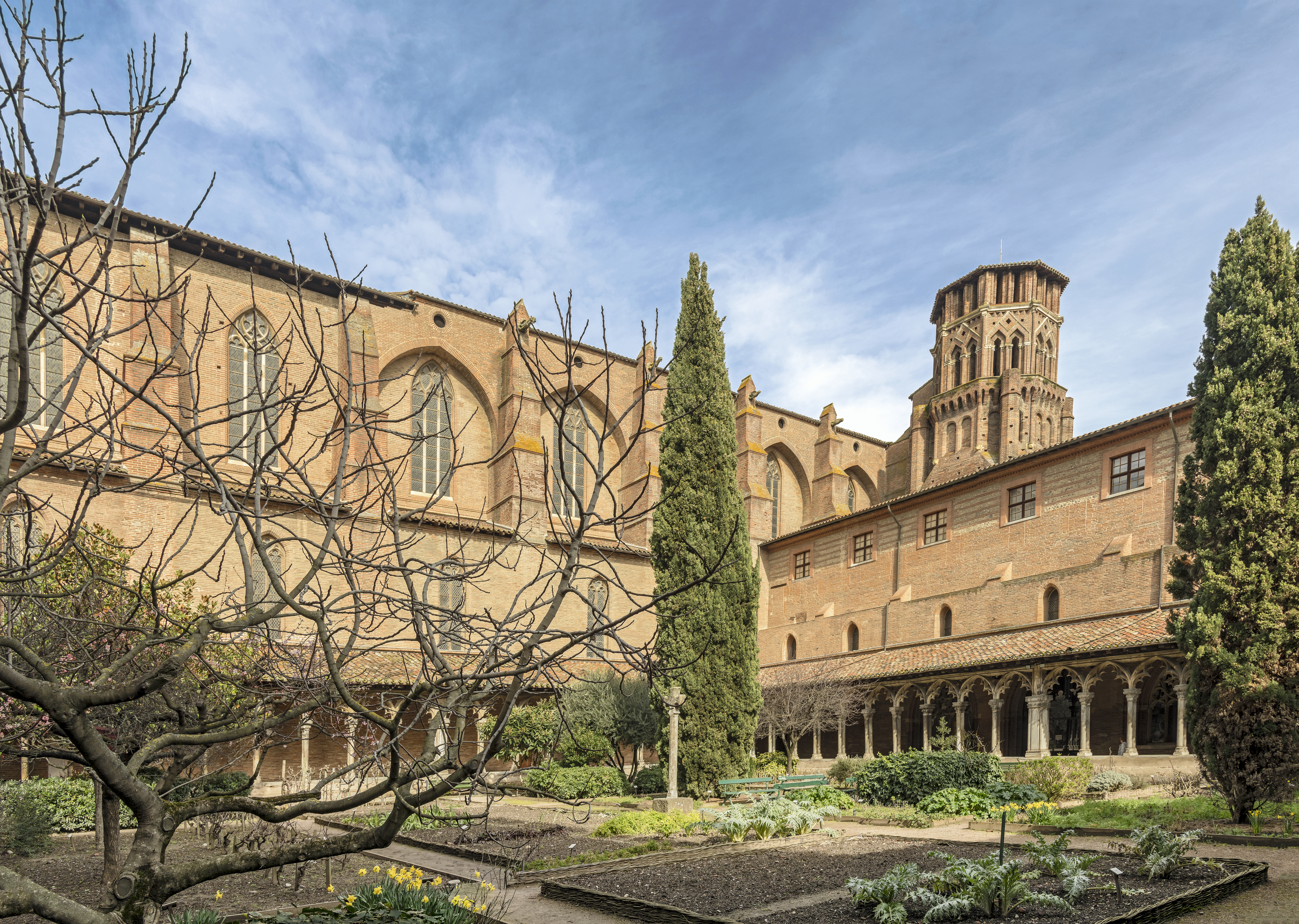
Chiostro, e campanile Musée des Augustins, Tolosa
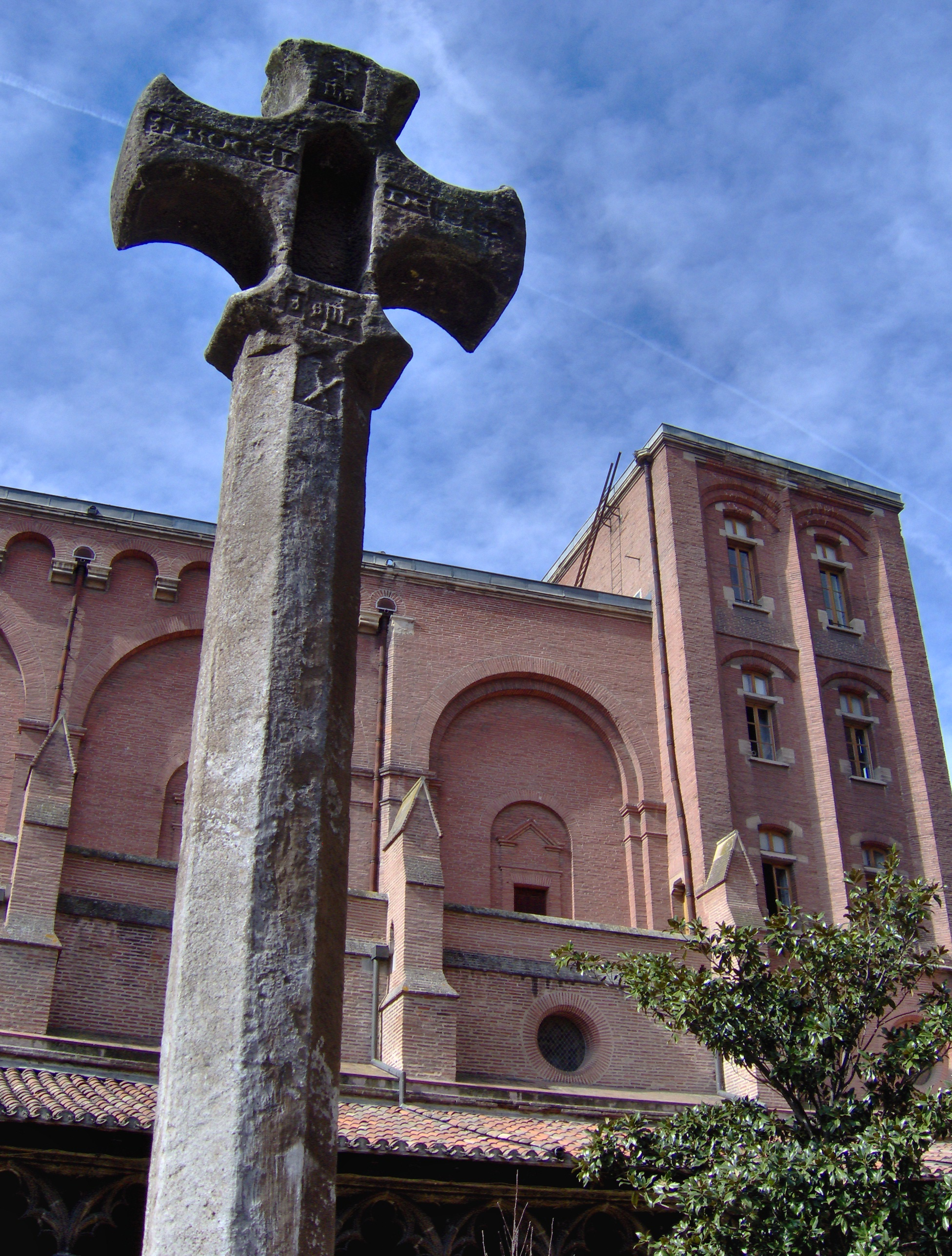
Chiostro, Musée des Augustins, Tolosa

All'inizio del XIX secolo numerosi edifici medievali (in particolare il refettorio) furono demoliti e al loro posto Eugène Viollet-le-Duc e il suo allievo Étienne Darcy posero nuove gallerie d'arte, cui si accede da una scala monumentale neogotica che offre un gioco di volte riccamente complicato; i lavori si svolsero dal 1873 al 1901, quando il museo fu riaperto. In effetti, la città di Tolosa aveva commissionato a Urbain Vitry i lavori per garantire la rimozione di tutti i caratteri religiosi del convento. L'archeologo Alexandre du Mège si occupò del chiostro e lo ricostruì in modo da potervi ospitare le collezioni medievali raccolte da edifici religiosi di Tolosa distrutti, come quelli dell'abbazia di Saint-Sernin. Oggi il chiostro ospita un giardino medievale ricostruito. L'edificio è stato classificato come Monumento Storico nel 1840.

## Collezioni
La preoccupazione crescente del fondatore del museo Jean-Antoine Chaptal aveva lo scopo di garantire che "ogni collezione presenti un'interessante serie di dipinti che rappresentino tutti i maestri, tutti i generi e tutte le scuole". Attraverso una serie di acquisizioni che si conclusero nel 1811, il museo fu arricchito con opere del Guercino, Pietro Perugino, Rubens e Philippe de Champaigne.
Le collezioni sommano un totale di oltre 4.000 opere e il loro nucleo deriva dalla confisca delle proprietà della Chiesa al tempo della Rivoluzione francese, nonché sequestri delle collezioni private degli emigrati, a Tolosa in particolare i dipinti del cardinale de Bernis e Louis-Auguste Le Tonnelier, barone de Breteuil. La chiesa del museo ospita anche un organo costruito nel 1981 da Jürgen Ahrend.

### Dipinti
Le scuole francesi dal XV al XVIII secolo sono rappresentate da Jean-Baptiste Oudry, Philippe de Champaigne, Louise Moillon, Valentin de Boulogne, Pierre-Henri de Valenciennes e Jean-Antoine Houdon, così come pittori da Tolosa e della sua regione, come Antoine e Jean-Pierre Rivalz, Nicolas Tournier, François de Troy e Joseph Roques.
La pittura francese del XIX e XX secolo è rappresentata anche con opere di Toulouse-Lautrec, Ingres, Vuillard e Delacroix. La collezione comprende anche opere spagnole, di artisti olandesi e italiani: Neri di Bicci, Lorenzo Monaco, Crespi, Pietro Perugino, Bernardo Strozzi, Guido Reni, Guercino, Carlo Maratta, Rubens, Anton Van Dyck, Jacob Jordaens, Aelbert Cuyp, van Aelst, Van Haarleem e Bartolomé Esteban Murillo. Essa include anche opere di Philippe de Champaigne, Sébastien Bourdon, Pierre Mignard, Hyacinthe Rigaud, Nicolas de Largillierre, Jean-Baptiste Oudry, Claude Joseph Vernet, Élisabeth Vigée Le Brun, Francesco Solimena, Francesco Guardi, Jean Auguste Dominique Ingres, Antoine-Jean Gros, Eugène Delacroix, Camille Corot, Gustave Courbet, Édouard Manet, Berthe Morisot, Édouard Vuillard, Henri de Toulouse-Lautrec, Maurice Utrillo, Maurice Denis, Hortense Haudebourt-Lescot e altri.

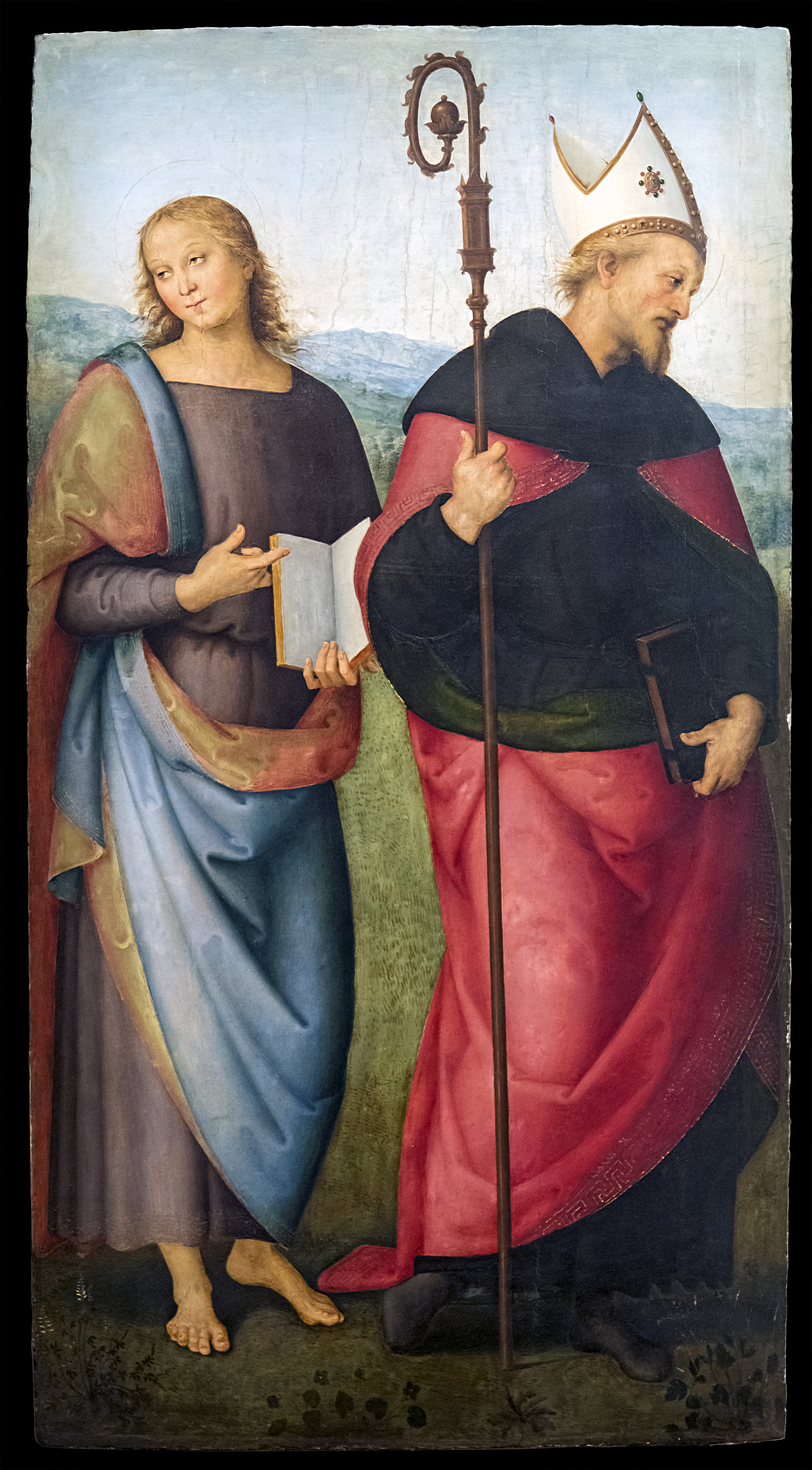
Perugino, San Giovanni Evangelista e Sant'Agostino (1512-1523).
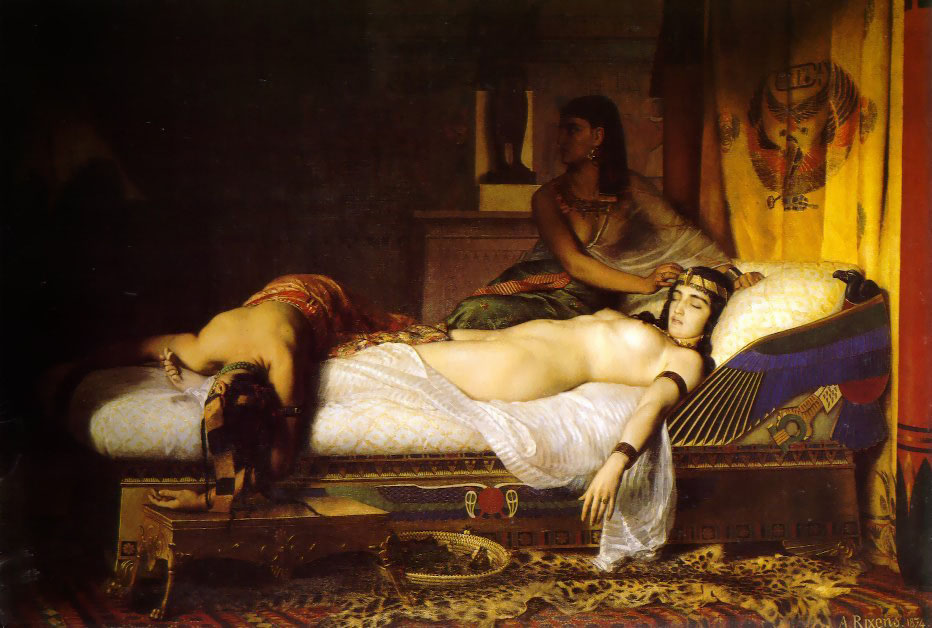
Jean-André Rixens, La morte di Cleopatra (1874).
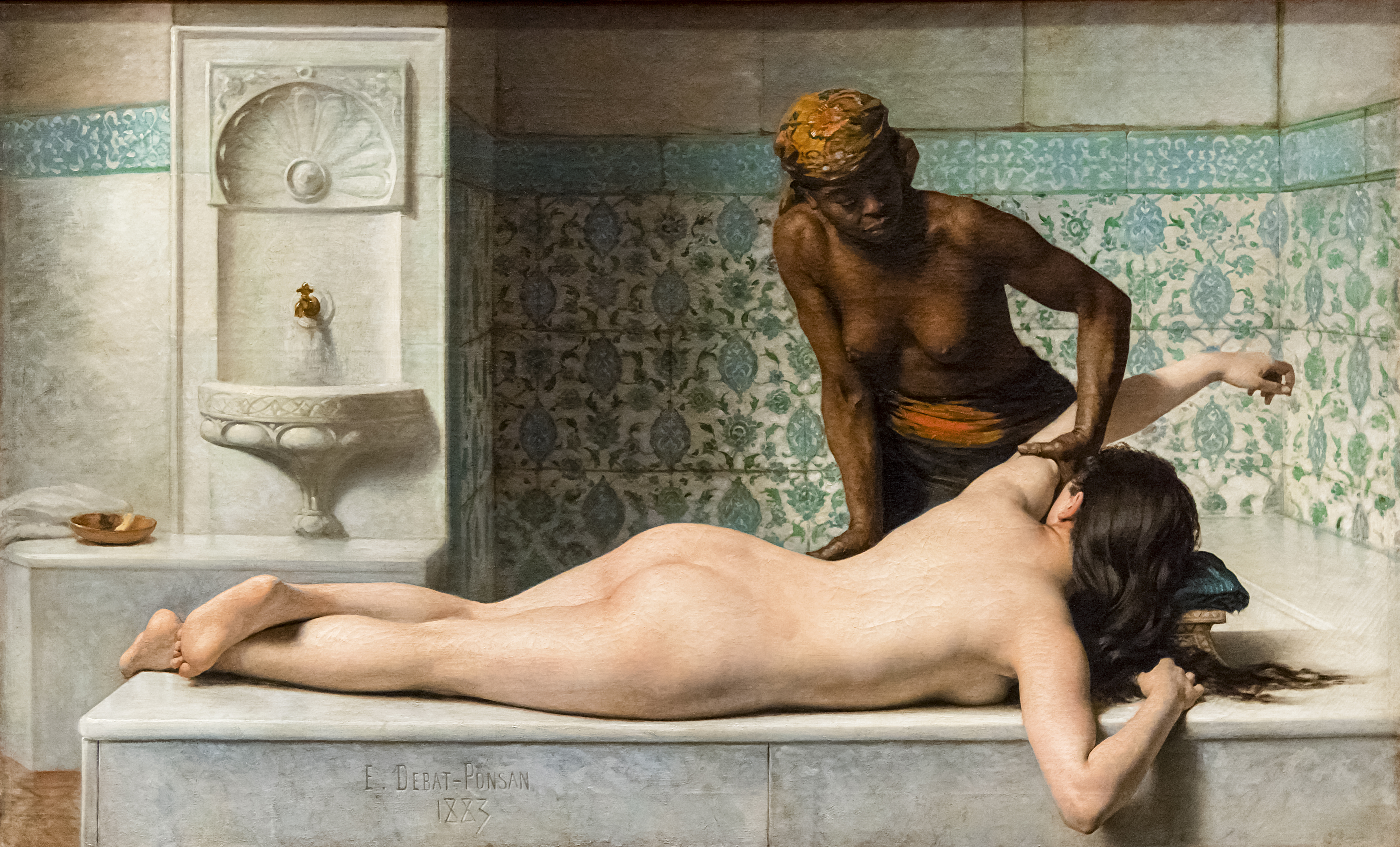
Édouard Debat-Ponsan, Il massaggio (1883).
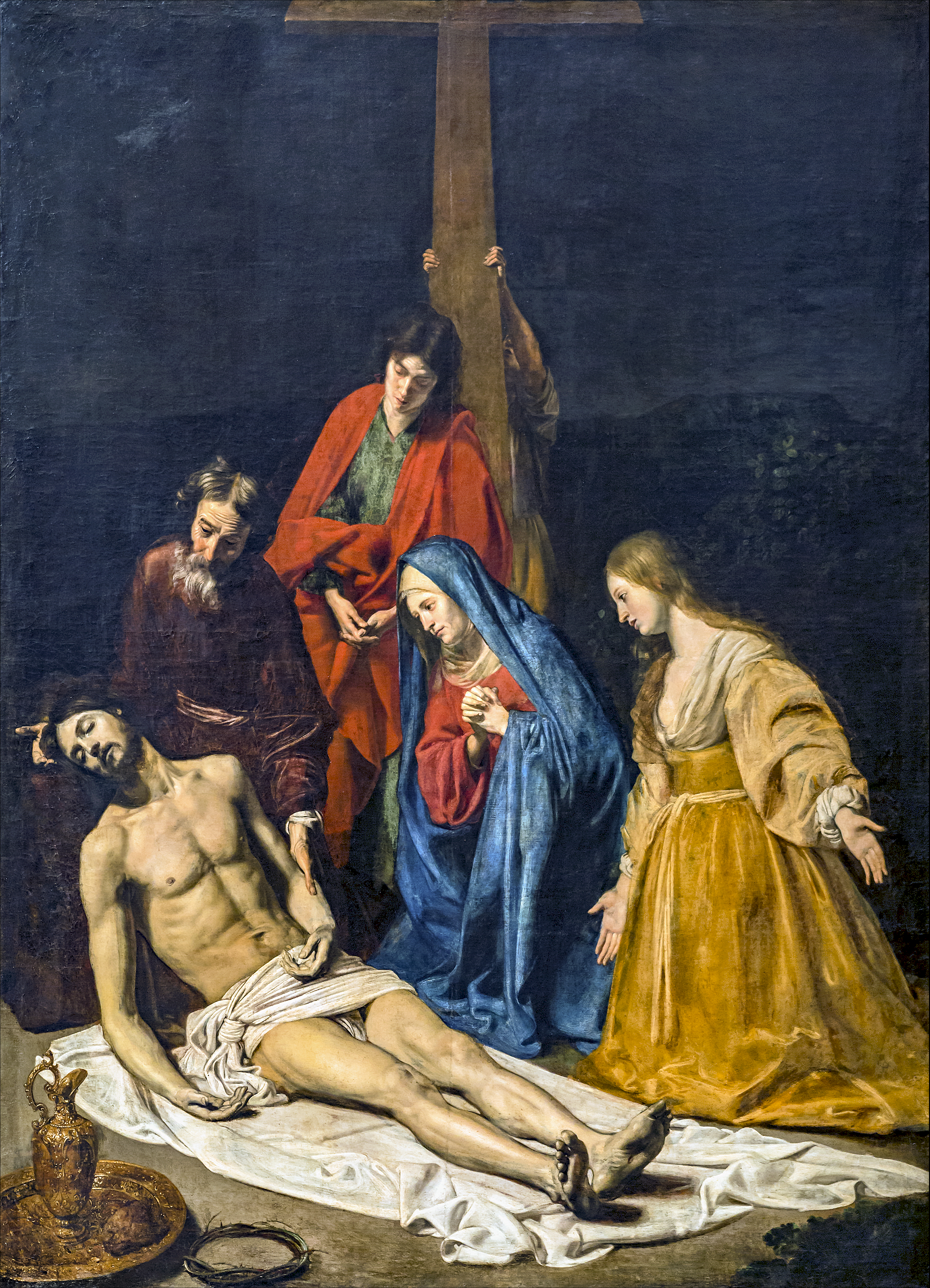
Nicolas Tournier, La discesa dalla croce

### Sculture
La collezione di sculture del museo è in gran parte dovuto al lavoro di antiquari e curatori di musei, come Alexandre du Mège che è riuscito a recuperare delle sculture durante le frequenti distruzioni di edifici religiosi che hanno caratterizzato il XIX secolo. Particolarmente importante è la scultura romanica del XII secolo originaria dei tre edifici religiosi principali della città - il convento di Notre-Dame de la Daurade, la basilica di Saint-Sernin e la cattedrale di San Carlo Borromeo a Saint-Étienne. Comprende anche molte sculture locali del XIV e XV secolo e otto figure in terracotta del XVI secolo dalla Chapelle de Rieux (Notre-Dame de Grasse e opere del maestro di Rieux), costruita intorno al 1340 nel Couvent des Cordeliers, così come doccioni dal convento stesso. Ospita anche la scultura del XIX secolo, con opere in gesso di Alexandre Falguière e del suo allievo Antonin Mercie, nonché opere di Rodin e Eugène Thivier e un bronzo di Camille Claudel.

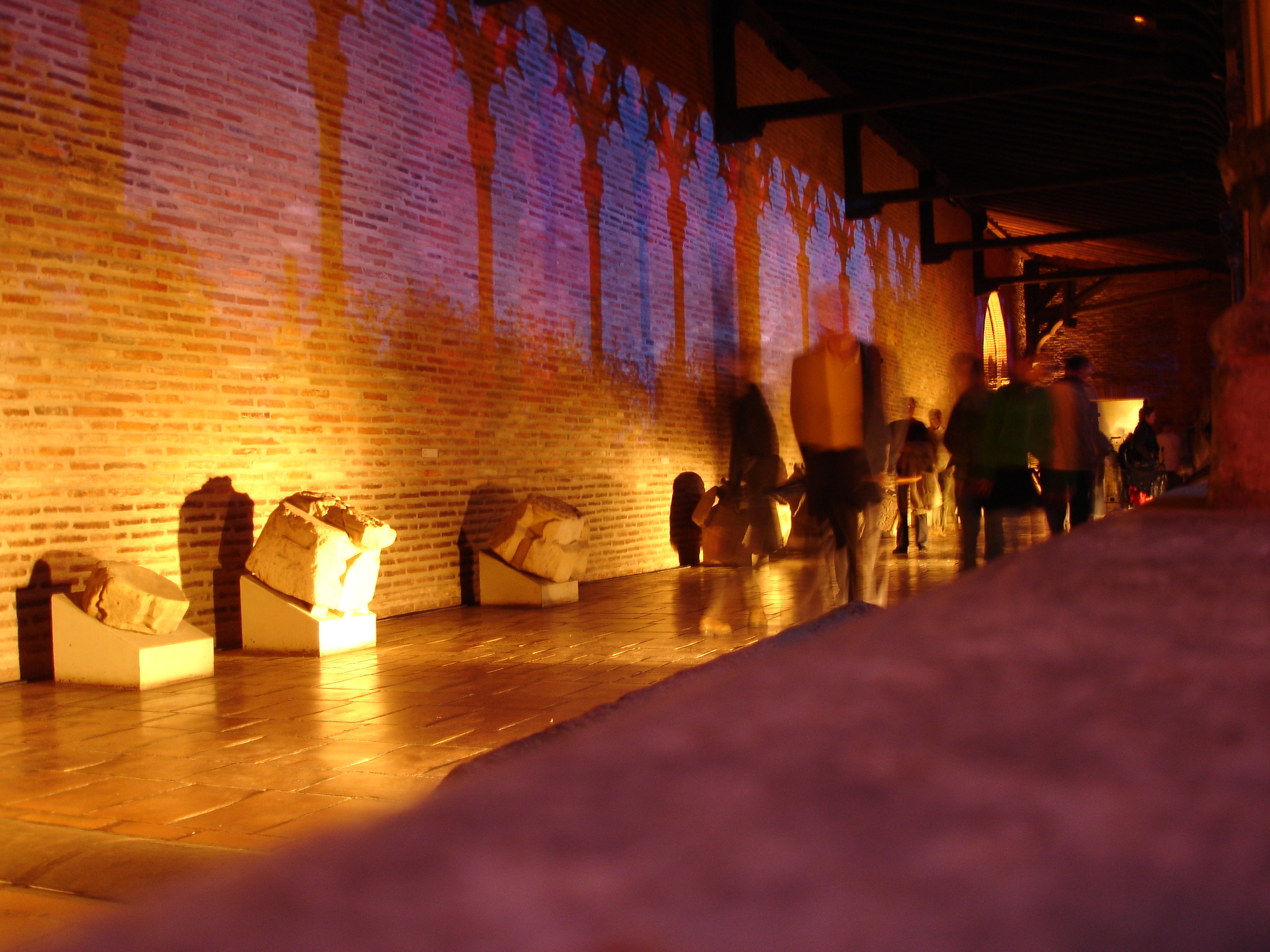
Il chiostro
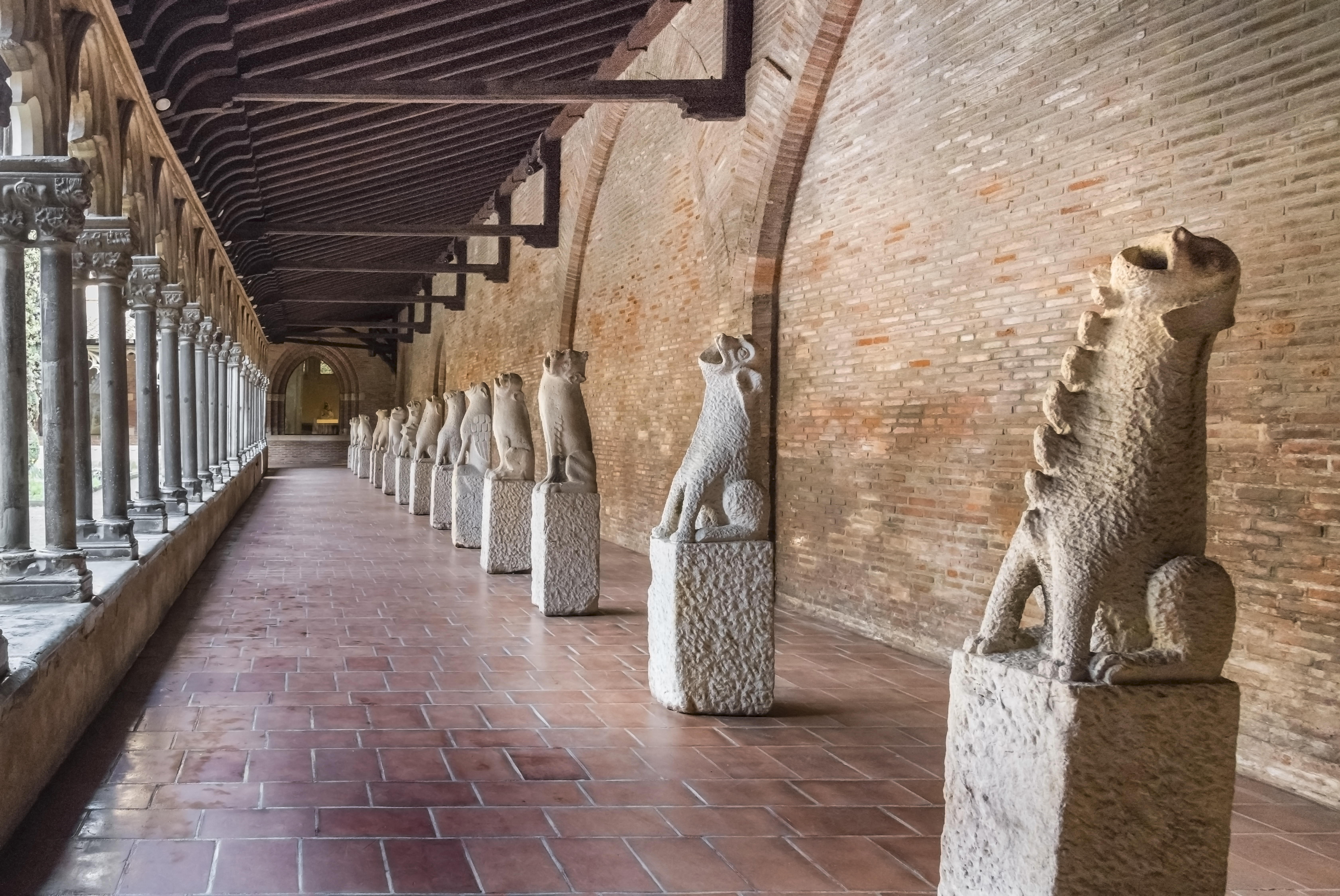
Doccioni
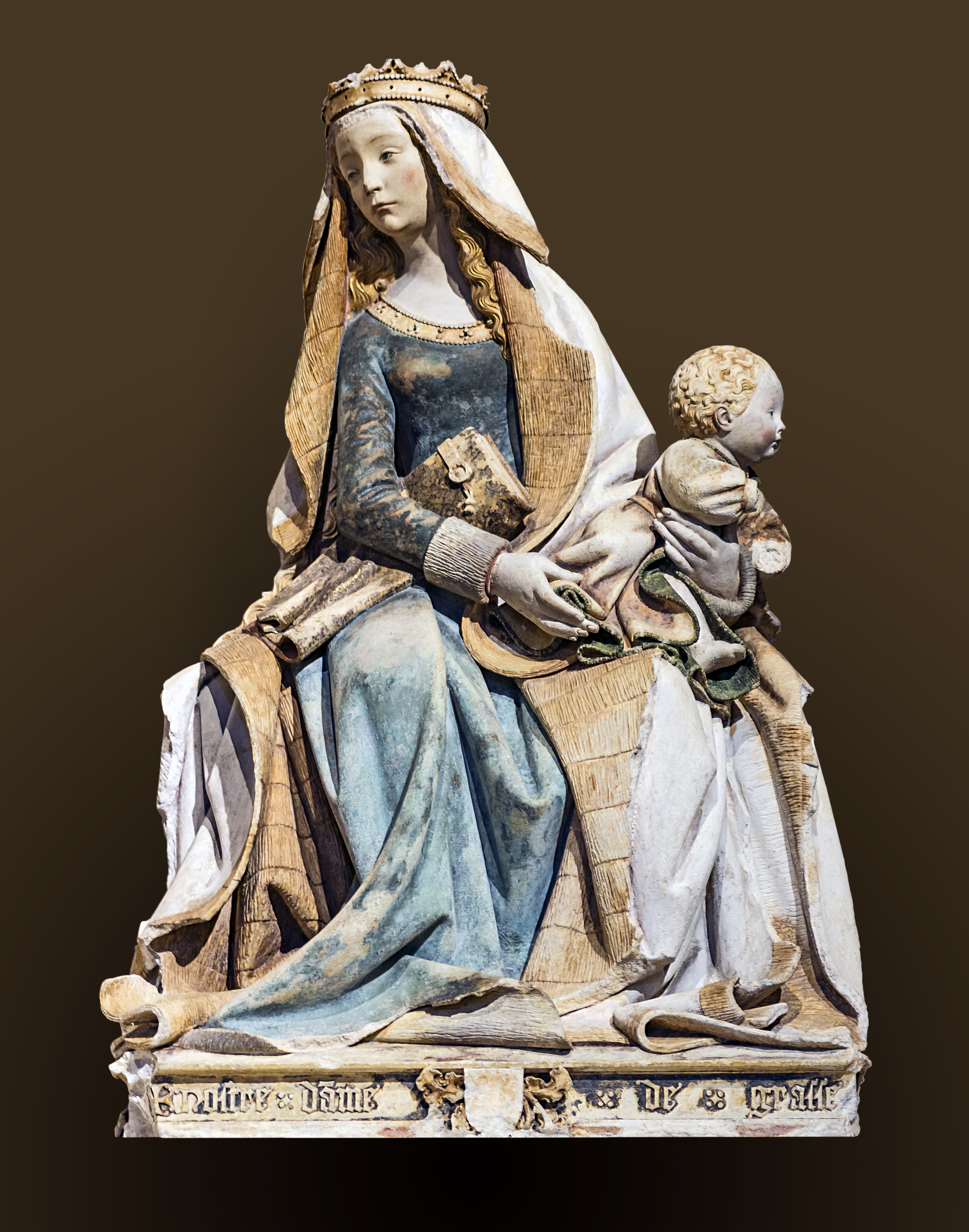
Notre-Dame de Grasse